# Hans-Joachim Rehberg
Hans-Joachim Rehberg (* 13. Januar 1924 in Magdeburg) ist ein deutscher Mediziner und früherer Hochschullehrer.

## Leben und Werk
Hans-Joachim Rehberg stammte aus der preußischen Provinz Sachsen, studierte Medizin und promovierte 1949 an der Martin-Luther-Universität Halle-Wittenberg zum Dr. med. 1954 wurde er nach erfolgreicher Habilitation dort Dozent. 1960 verließ er die DDR und ging als Dozent mit Wohnort Leverkusen an die Medizinische Akademie nach Düsseldorf. Dort wurde er 1963 außerplanmäßiger Professor für Zahnheilkunde. 

## Schriften (Auswahl)
- Eine Untersuchung über die Ursachen der Bisserhöhung bei der Prothesenherstellung unter besonderer Berücksichtigung der Gipshärte. Halle/Saale 1949.
- Werkstoffkundlich-experimentelle Untersuchungen über eine selbstentwickelte Einbettmasse für zahnärztlich-prothetischen Edelstahlguß. Halle/Saale 1954.
- Die Quintessenz der zahnärztlichen Abformhilfsmittel. Berlin 1971.
- Taschenwörterbuch der Zahntechnik. München, Wien 1980.
- Taschenwörterbuch der Zahnheilkunde. München, Wien 1991.